# Aquilegia karelinii
Aquilegia karelinii är en ranunkelväxtart som först beskrevs av Bak., och fick sitt nu gällande namn av O. och B. Fedtsch.. Aquilegia karelinii ingår i släktet aklejor, och familjen ranunkelväxter. Inga underarter finns listade i Catalogue of Life.